# Тарасовка (Тверская область)
Тарасовка — нежилая деревня в Торопецком районе Тверской области России. Входит в состав Скворцовского сельского поселения.

## Этимология
Название деревни образовано от имени Тарас. Уменьшительная форма названия на -ка типична для топонимов, многие из них получили такое оформление в XIX—XX веках.

## География
Деревня расположена в юго-западной части района. Находится на реке Серута (вытекает из Слободского озера). В 800 метрах к югу проходит автотрасса М9 Москва — Рига.
Расстояния (по автодорогам):
- До районного центра, города Торопец — 40 км
- До центра сельского поселения, деревни Скворцово — 23 км
- До ближайшего населённого пункта, деревни Худобино — 500 метров

Климат
Деревня, как и весь район, относится к умеренному поясу северного полушария и находится в области переходного климата от океанического к материковому. Лето с температурным режимом +15…+20 °С (днём +20…+25 °С), зима умеренно-морозная −10…−15 °С; при вторжении арктических воздушных масс до −30…-40 °С.
Среднегодовая скорость ветра 3,5—4,2 метра в секунду.

## История
Деревня впервые упоминается под названием Таорасова на топографической карте Фёдора Шуберта 1867 — 1901 годов.
В списке населённых мест Торопецкого уезда Псковской губернии за 1885 год значится деревня Тарасова (Агаловский Выставок). Располагалась при река Серуте и Железнице в 25 верстах от уездного города. Входила в состав Плотиченской волости Торопецкого уезда. Имела 2 двора и 24 жителя.
На карте РККА 1923—1941 годов деревня обозначена под современным названием Тарасовка.
До 2005 года деревня входила в состав упраздненного в настоящее время Пятницкого сельского округа.

## Население
| 2010 |
| ---- |
| 0    |

Согласно результатам переписи 2002 года, постоянное население в деревне отсутствовало.